# Carnettiste
Un carnettiste est une personne utilisant un genre d'expression artistique visuelle qui correspond à l'élaboration d'illustrations à la façon d'un « carnet de voyage ».